# Барбашини
Барбашини — руський, а потім московський князівський рід, який належав до династії Рюриковичів. Походив із Суздальської землі, був занесений до Бархатної книги. Згас у кінці XVI століття. 

## Історія роду
Рід Барбашиних уперше згадується наприкінці XV століття. Родоначальником роду був князь Іван Олександрович Барбаш Глазатий-Шуйський, який був правнуком суздальсько-нижегородського князя Семена Дмитровича. Іван Олександрович був воєводою великого князя Івана ІІІ. У Івана Олександровича було троє синів: Михайло (постельничий Івана ІІІ), Володимир та Іван. Іван Іванович Барбашин (помер 1541 року) був воєначальником, командував військами у війнах з Казанським ханством і Великим князівством Литовським. 
У Івана Івановича Барбашина було п'ятеро синів, з яких найвідомішим був Василь — воєвода Івана IV, учасник Лівонської війни. 
Рід вигас наприкінці XVI століття. Останньою його представницею була княжна Марфа Василівна Барбашина (померла 1633 року), яка була одружена з князем Володимиром Тимофійовичем Долгоруким. 

## Найвідоміші представники
- Іван Іванович Барбашин (помер 1541 року) — воєвода Василя III та Івана IV, ближній боярин, новгород-сіверський намісник.
- Василь Іванович Барбашин (роки народження і смерті невідомі) — воєвода та опричник Івана IV, учасник Лівонської війни.